# ER10型电力动车组
ER10型电力动车组（俄語：Электропо́езд ЭР10）是苏联铁路的市郊通勤电力动车组车型之一，适用于供电制式为3000伏直流电的电气化铁路，由位于拉脱维亚的里加车辆制造厂设计制造。

## 发展历史
苏联从1920年代末开始发展电气化通勤列车，第一代的S型电力动车组系列从1929年开始生产，但由于其构造速度和起动加速度相对较低，到了1950年代初这种列车已经不能满足日益增长的通勤客运需要。1954年，里加车辆制造厂、迪纳摩电气工厂和里加电机制造厂研制了SN型电力动车组，列车采用新型牵引电动机及架悬式转向架，最高运行速度提高到130公里/小时。至1957年，里加车辆制造厂研制了新一代的ER1型电力动车组，采用“五动五拖”的10辆编组，以“一动一拖”为基本动力单元，使列车加速性能得到明显的提高。然而，随着苏联铁路市郊通勤运输客运量的快速增长，尤其在莫斯科和列宁格勒两大城市的通勤客运压力，使苏联铁路需要一种载客量更大的通勤电力动车组。
1960年底，里加车辆制造厂和加里宁车辆制造厂试制了首两列ER10型电力动车组，每组列车采用“二动二拖”的4辆编组，以“一动一拖”为基本动力单元，两组列车并可以重联运行。ER10型电力动车组的车体结构与ER1型电力动车组有很大分别，车体采用低合金钢整体承载式焊接结构，车体长度从19600毫米延长到24,500毫米以增加载客量，并在车体中部两侧增加第三对侧门，便于乘客快速上下车。而电气设备方面与ER6型电力动车组大致相同，列车采用经过改进的ДК-106А-2型牵引电动机，而磁场削弱层级增加至六级，以提供更平滑的速度调节。列车编组重量为207.8吨，座席定员为486人。
1960年至1961年，里加车辆制造厂和加里宁车辆制造厂共生产了6列4辆编组的ER10型电力动车组，并以两列一组重联的方式组合成3组8辆编组的列车。1961年起，ER10型电力动车组在莫斯科铁路局管内莫斯科铁路枢纽投入运用，至1974年停运报废。

## 车辆保存
- ER10-002号列车的先头控制车，被保存于圣彼得堡的十月铁路中央博物馆。